# Partido Peronista Auténtico
O Partido Peronista Autêntico ou Partido Autêntico foi um partido político da Argentina criado em 1975 e extinto em 1977, durante a ditadura então no governo, ao integrar ao Movimento Peronista Montonero (MPM). O mesmo esteve estreitamente vinculado à organização guerrillera Montoneros. Seu presidente foi Oscar Bidegain.

## Origem
O Partido Peronista Autêntico foi criado  depois da morte do presidente Juan D. Perón pelos sectores da esquerda peronista, como resposta ao domínio sobre o Partido Justicialista que tomaram então os sectores ultraderechistas, liderados por María Estela Martínez de Perón e José López Rega. Pouco depois mudou seu nome a Partido Autêntico, como o Partido Justicialista reclamou judicialmente pelo uso do termo "peronista" e conseguiu uma decisão judicial ordenando a exclusão dessa palavra do nome do partido.
Entre os dirigentes do partido encontravam-se Oscar Bidegain, seu presidente, Rodolfo Puiggrós, Raúl Laguzzi, Ricardo Obregón Cano, Julio Suárez, Miguel Bonasso, Juan Gelman.
O 13 de abril de 1975, o Partido Autêntico, apresentou-se a eleições na província de Missões, formando uma aliança eleitoral com o partido Terceira Posição, obtendo um 5% dos votos. O 24 de dezembro de 1975, o partido foi declarado ilegal pelo governo de Isabel Perón.
Pablo Giussani, em seu livro Montoneros, a soberba armada, sustenta que grande parte das pessoas assassinadas pela organização parapolicial chamada Triplo A foram identificadas através das listas de filiados do Partido Autêntico.
Depois do golpe militar do 24 de março de 1976 que estabeleceu a ditadura autodenominada Processo de Reordenação Nacional, a maioria de seus dirigentes deveram exiliarse. O 20 de abril de 1977, em Roma (Itália), o Partido Peronista Autêntico foi cofundador do Movimento Peronista Montonero, integrando-se ao mesmo.